# Donacia springeri
Donacia springeri là một loài bọ cánh cứng trong họ Chrysomelidae. Loài này được Müller miêu tả khoa học năm 1916.